# يهودا ويسنستين
يهودا ويسنستين (بالعبرية: יהודה וינשטיין) (ولد في 11 مارس 1955) المعروف أيضا باسم موشيه يهودا وينشتاين هو مبارز إسرائيلي سابق. تنافس في الحدث الفردي في دورة الألعاب الأولمبية الصيفية 1972 في ميونيخ بألمانيا الغربية. كان في المركز الرابع في مجموعته في الجولة الأولى مع انتصارين وثلاث خسائر وتقدم إلى الجولة الثانية حيث خسر كل النوبات الخمس وخرج من المنافسة.
كان من بين العديد من أعضاء الفريق الإسرائيلي الذين تجنبوا القبض عليهم من قبل الإرهابيين في عملية ميونيخ. كان هو وأربعة من زملائه في شقة 2 من المبنى في كونوليستراس 31 وبينما استولى الإرهابيون على السكان الإسرائيليين في الشقق 1 و 3 المجاورة فقد مروا من هذه الشقة ويفترض أن يؤدي إلى الاعتقاد من قبل أحد الإسرائيليين المختطفين أن هذه الشقة كان لا يوجد بها إسرائيليون. تمكن الخمسة سكان الشقة 2 من مغادرة المبنى من خلال الشرفة والفرار إلى بر الأمان.

## روابط خارجية
- يهودا ويسنستين على موقع أوليمبيديا (الإنجليزية)